# Aéroport international de São Luís
L'aéroport international de São Luís – Marechal Cunha Machado (code IATA : SLZ • code OACI : SBSL) est un aéroport situé à São Luís, sur le littoral de l'État du Maranhão, au Brésil.

## Situation
| \| 200 km1:42 212 000 \| São Paulo-Guarulhos São Paulo-Congonhas Brasília Rio-Galeão Belo Horizonte Campinas Rio-Santos-Dumont Recife Porto Alegre Salvador Fortaleza Curitiba Florianópolis Belém Vitória Goiânia Manaus Navegantes |
| 200 km1:42 212 000 |

## Statistiques
Pour des raisons techniques, il est temporairement impossible d'afficher le graphique qui aurait dû être présenté ici.

Voir la requête brute et les sources sur Wikidata.

## Compagnies et destinations
| Compagnies              | Destinations                                                                        |
| ----------------------- | ----------------------------------------------------------------------------------- |
| Azul Brazilian Airlines | - Belém, - Belo Horizonte, - Imperatriz͵ - Recife, - São Paulo/Campinas, - Teresina |
| Azul Conecta            | Barreirinhas                                                                        |
| Gol Transportes Aéreos  | Brasília, Salvador de Bahia En saison: Fortaleza                                    |
| LATAM Brasil            | Brasília, Fortaleza, São Paulo/Guarulhos                                            |

Édité le 09/02/2020  Actualisé le 5/01/2024